# Ludy Langer
Ludy Langer (Los Ángeles, Estados Unidos, 22 de enero de 1893-ídem, 5 de julio de 1984) fue un nadador estadounidense especializado en pruebas de estilo libre media distancia, donde consiguió ser subcampeón olímpico en 1920 en los 400 metros.

## Carrera deportiva
En los Juegos Olímpicos de Amberes 1920 ganó la medalla de plata en los 400 metros estilo libre con un tiempo de 5:29.0 segundos, tras su compatriota Norman Ross (oro con 5:28.2 segundos) y por delante del canadiense George Vernot.